# Les Vagues sauvages
Série Mickey Mouse
The Haunted House
(1929) Les Rythmes de la jungle
(1929)
Pour plus de détails, voir Fiche technique et Distribution.
Les Vagues sauvages (Wild Waves), sorti le 15 août 1929, est un court métrage d'animation de Mickey Mouse.

## Synopsis
Mickey et Minnie sont à la plage. Mickey est un surveillant de baignade de mer, assis sur sa chaise haute, qui charme le public d'animaux anthropomorphes avec son banjo et son chant. La chaise se met à danser, au risque de le renverser. 
Minnie sort de sa roulotte de mer en dansant et chantant. En voulant tester la température de l'eau, elle se fait emporter au loin par une vague. Mickey envoie une bouée, mais elle revient en boomerang frapper sa tête. Mickey se précipite vers un couple d'amoureux à bord d'une barque pour la leur emprunter et partir à la rescousse de Minnie. C'est encore l'échec car une vague détruit le canot et il est lui aussi entraîné vers le large.
Il arrive cependant à nager jusqu'à Minnie en « traversant » littéralement les vagues. Au moment où ils se rejoignent, une vague joue avec eux pour les écarter l'un de l'autre. Pourtant Mickey arrive à ramener Minnie sur la plage, bien qu'évanouie.
Après le sauvetage, Minnie se réveille mais est déboussolée et pleure. Alors Mickey se met à faire de la musique et à siffler pour la réconforter. Il joue avec une harpe improvisée à partir d'une toile d'araignée. Il est suivi dans la danse par les pélicans, un morse chantant, des otaries et des poissons. Minnie applaudie, ainsi que les animaux. Elle se penche sur Mickey et l'embrasse sur la joue. Mickey l'embrasse sur la bouche : tous deux sont devenus de grands amis. 

## Fiche technique
- Titre original : Wild Waves
- Autres titres[1] :
  - France : Les Vagues sauvages
  - Argentine : Olas salvajes
- Série : Mickey Mouse
- Réalisateur : Burt Gillett
- Animateur : Ub Iwerks
- Voix : Walt Disney (Mickey), Marcellite Garner (Minnie), Carl W. Stalling (le Morse)
- Producteur : Walt Disney, John Sutherland
- Distributeur :
  - Première sortie : Celebrity Productions
  - Ressortie : Columbia Pictures
- Date de sortie : 
  - États-Unis : 15 août 1929[1] ou 25 avril 1930[2]
- Genre : court métrage de dessin animé comique
- Format d'image : Noir et Blanc - 35 mm
- Durée : 7 minutes
- Musique : Carl W. Stalling
- Langue : anglais
- Pays :  États-Unis

## Commentaires
Ce film est le premier à montrer Mickey et Minnie à la plage. On peut remarquer que Minnie est à la plage en chaussures à talons hauts.
C'est le premier court métrage réalisé par Burt Gillett.
Le scénario du dessin animé est largement inspiré d'un autre, All Wet, créé par Disney en 1927, avec Oswald le lapin chanceux en vedette.